# الجامعة الافتراضية السورية
الجامعة الافتراضية السورية (بالإنجليزية: Syrian Virtual University) هي مؤسسة تعليمية سورية أُسِّست من قبل وزارة التعليم العالي في سوريا في 2 أيلول 2002. تقدم هذه الجامعة تعليماً افتراضياً (عبر الإنترنت) للطلاب من مختلف أنحاء العالم، وتُعد أول مؤسسة للتعليم الافتراضي في المنطقة، ولا تزال حتى عام 2006 المؤسسة الوحيدة من نوعها. تهدف الجامعة الافتراضية السورية إلى توفير التعليم للأشخاص الراغبين في التعلم لكنهم لا يستطيعون تحمّل تكاليف الالتحاق بجامعة تقليدية (ذات مبانٍ فعلية).
يقع مقر الجامعة في مبنى وزارة التعليم العالي في دمشق، ويستطيع الطلاب الدراسة عبر الإنترنت، لكن يُشترط أن يُجروا الامتحانات في أحد المراكز المعتمدة من قبل الجامعة داخل سوريا أو خارجها.

## برامج الجامعة
صمّمت الجامعة الافتراضية السورية لسنتها الأولى، ثلاثة برامج تفي بالاحتياجات المباشرة لطلابها، آخذة بعين الاعتبار الاحتياجات الملحّة في السوق. وسيجري تصميم المزيد من المناهج للاختصاصات بالتعاون مع الجامعات الزميلة التي هي من أفضل الجامعات الأوربية والأميركية والعربية. والهدف هو استمرار الجامعة في توفير سلسلة واسعة من البرامج العالمية لطلابها، باللغة العربية.

### المعاهد
- المعهد التقاني للحاسوب TIC

### الإجازات
- الإجازة في هندسة المعلوماتية ITE
- الإجازة في تقانة المعلومات BAIT
- الإجازة في تقانات الاتصالات BACT
- الإجازة في الاعلام والاتصال BMC
- الإجازة في الاقتصاد BSCE
- الإجازة في الحقوق BL
- دبلوم التأهيل التربوي EDU
- اللغة الإنكليزية ENG

### الماجستير
- ماجستير التأهيل والتخصص في تقانات الويب MWT
- ماجستير التأهيل والتخصص في إدارة التقانة PMTM
- ماجستير التأهيل والتخصص في إدارة الجودة MIQ
- ماجستير الدراسات العليا في علوم الويب MWS
- ماجستير التأهيل والتخصص في إدارة الأعمال MBA

#### برامج تدريبية
- برنامج تعليم اللغة العربية ALS

#### برامج متوقفة
- الإجازة في هندسة نظم المعلومات ISE
- الدبلوم الوطني العالي HND
- الإجازة في تكنولوجيا المعلومات BIT
- ماجستير إدارة التقانة MTM
- ماجستير الدراسات العليا في إدارة الجودة MQM
- برنامج الدكتوراة

## مراكز النفاذ
للجامعة الافتراضية السورية مراكز نفاذ أقامتها الجامعة أو تعاونت مع جهات أخرى لتوفير مراكز النفاذ في كافة المحافظات السورية وفي خارج سورية. تقدم المراكز خدمات الجامعة مثل التسجيل واستلام الأوراق الثبوتية للطلاب. كما يتم تقديم الامتحانات حيث أن امتحانات الطلاب تُجرى في المراكز المعتمدة حصراً.

### مراكز دمشق وريفها
- مركز الهندسة المعلوماتية
- مركز المزة
- مركز تكنولوجيا المعلومات
- مركز التل
- مركز الروضة

ويوجد مراكز في كل محافظة ضمن سورية.

### مراكز نفاذ الجامعة خارج سوريا
- الإمارات العربية المتحدة[3]
- المملكة الأردنية الهاشمية
- جمهورية مصـر العربية
- لبنان
- الكويت
- تركيا
- البحرين
- العراق
- سلطنة عمان
- ألمانيا
- روسيا[4]
- السعودية[5]
- السودان
- النمسا

## مواقع خارجية
- موقع الجامعة الافتراضية السورية.
- الصفحة الرسمية للجامعة  على فيسبوك.
- قناة الجامعة على يوتيوب.